# Motociclismo do Brasil

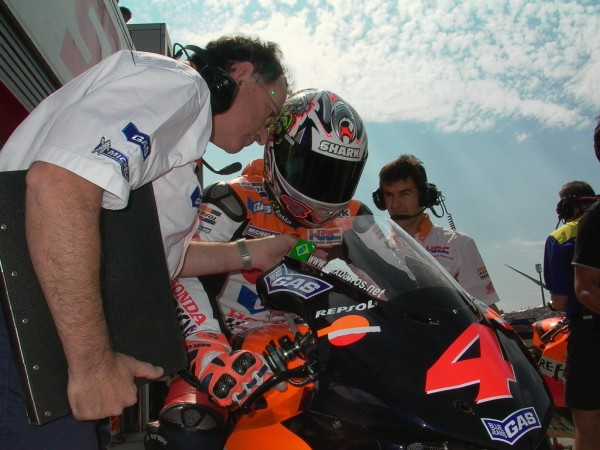
Alex Barros pela MotoGP em 2004.

O Motociclismo não é um esporte popular no Brasil. Atualmente o país possui poucas categorias nacionais, a maioria é estadual. No cenário internacional o Brasil não é representado por nenhum piloto nas principais categorias.

## MotoGP
No passado, Alex Barros representou o Brasil na MotoGP de 1986 até 2007, com exceção de 2006, quando correu na Superbike. Barros nunca foi campeão mundial, porém venceu 7 corridas e obteve 32 pódios, seu melhor ano foi 2002, quando terminou na quarta colocação apenas 11 pontos do segundo colocado. Antes de Alex Barros o Brasil já teve um representante: Adu Celso correu na MotoGP de 1972 até 1975, nesse período, o Índio Brasileiro como era conhecido venceu o GP da Espanha, realizado no Circuito de Jarama em 1973, curiosamente foi nesse circuito que 20 anos depois, Alex Barros conseguiu sua primeira vitória
Desde 2012, o Brasil voltou a ter um representante na principal categoria da motovelocidade, a MotoGP, Eric Granado que fez sua estreia depois de Junho, quando completou 16 anos, já que é a idade mínima para sua categoria.

## Superbike
Na categoria superbike, no Campeonato Mundial de Superbike o Brasil teve apenas um representante, Alex Barros correu em 2006. Barros fez um bom ano, conseguiu fazer boas provas, venceu uma corrida, conseguiu seis pódios e terminou o ano na sexta colocação.
No país, a principal categoria é a SuperBike Brasil

## Rali
Na modalidade rali, o principal nome brasileiro é Jean Azevedo.